# الشهيد حسن علام
قرية الشهيد حسن علام هي إحدى القرى التابعة لمركز ببا في محافظة بني سويف في جمهورية مصر العربية. حسب إحصاءات سنة 2006، بلغ إجمالي السكان في الشهيد حسن علام 6984 نسمة، منهم 3535 رجل و3449 امرأة.